# Wadena County
Wadena County är ett administrativt område i delstaten Minnesota i USA. År 2000 hade countyt 13 713 invånare. Den administrativa huvudorten (county seat) är Wadena.

## Politik
Wadena County röstar i regel republikanskt. Republikanernas kandidat har vunnit countyt i samtliga presidentval sedan presidentvalet 1980. I valet 2016 vann republikanernas kandidat med 69,8 procent av rösterna mot 24,3 för demokraternas kandidat, vilket gör detta till den största segern i countyt för en kandidat sedan valet 1920.

## Geografi
Enligt United States Census Bureau har countyt en total area på 1 406 km². 1 385 km² av den arean är land och 21 km² är vatten.

### Angränsande countyn
- Hubbard County - norr
- Cass County - öst
- Todd County - söder
- Otter Tail County - sydväst
- Becker County - nordväst

### Orter
- Aldrich
- Menahga
- Nimrod
- Sebeka
- Staples (delvis i Todd County)
- Verndale
- Wadena (huvudort, delvis i Otter Tail County)